# Xenija Sobčaková
Xenija Anatoljevna Sobčaková (rusky Ксения Анатольевна Собчак; * 5. listopadu 1981, Leningrad), někdy též nesprávně Ksenija či počeštěně Xénie, je ruská moderátorka a novinářka nezávislé televizní stanice Dožď. V roce 2018 kandidovala v ruských prezidentských volbách; skončila na 4. místě se ziskem 1,6 % hlasů.

## Život
Xenija Sobčaková se narodila do rodiny prvního demokraticky zvoleného petrohradského starosty Anatolije Sobčaka, který byl politickým mentorem současného prezidenta Vladimira Putina, a političky Ljudmily Narusovové. Proslavila se jako moderátorka televizní reality show a herečka, objevuje se na akcích spojených s módou.
Později se začala angažovat také jako opoziční novinářka. V roce 2012, v době ruských protestů proti volebním podvodům, její byt prohledávala policie.

### Kandidatura na prezidentku Ruské federace
V říjnu 2017 ohlásila svou kandidaturu na prezidentskou funkci. Opoziční lídr Alexej Navalnyj, který se o prezidentskou funkci kvůli rozhodnutí soudu nakonec nemohl ucházet, uvedl, že pro Kreml je Sobčaková „ideální karikaturou liberálního kandidáta“. Volbám předem rozhodnutým ve prospěch Vladimira Putina totiž může dodat zdání legitimity. Sobčaková pak Navalného zkritizovala slovy, že si chce uzurpovat monopol na opozici.
Politický analytik Alexandr Mitrofanov byl přesvědčen, že Sobčaková neměla na zvolení sebemenší šanci. Podle zdrojů novinářky Petry Procházkové by jí Kreml mohl „přidělit“ jednotky procent hlasů jako v případě Putinova protikandidáta v prezidentských volbách roku 2012, miliardáře Michaila Prochorova, který získal asi 8 procent hlasů.
Sobčaková ve volbách skončila na 4. místě se ziskem 1,6 % hlasů.

## Osobní život
Sobčaková je od roku 2013 vdaná za herce a televizního producenta Maxima Vitorgana, na jaře 2017 se jim narodil syn Platon. Kolem roku 2012 byl partnerem Sobčakové ruský opoziční aktivista Ilja Jašin.
V prosinci 2023 se účastnila Téměř nahé párty v Moskvě. Za svou účast se pak, stejně jako další účastníci, veřejně omluvila. „Pokud někoho urazila má účast, omlouvám se za to. Miluji svou zemi, jsem novinářka, která pracuje v Rusku,“ uvedla Sobčaková.